# Danmarks Radio
DR, anteriormente Danmarks Radio, é a empresa de radiodifusão pública da Dinamarca. Fundada em 1925, é a maior empresa de comunicação do país. A sua programação é de serviço público. Atualmente gere dez emissoras de rádio (quatro em frequência modulada), seis cadeias de televisão, serviços informativos e um sítio web.
DR é um dos membros fundadores da União Europeia de Radiodifusão, criada em 12 de fevereiro de 1950. Também faz parte da associação escandinava Nordvision.

## Canais de televisão

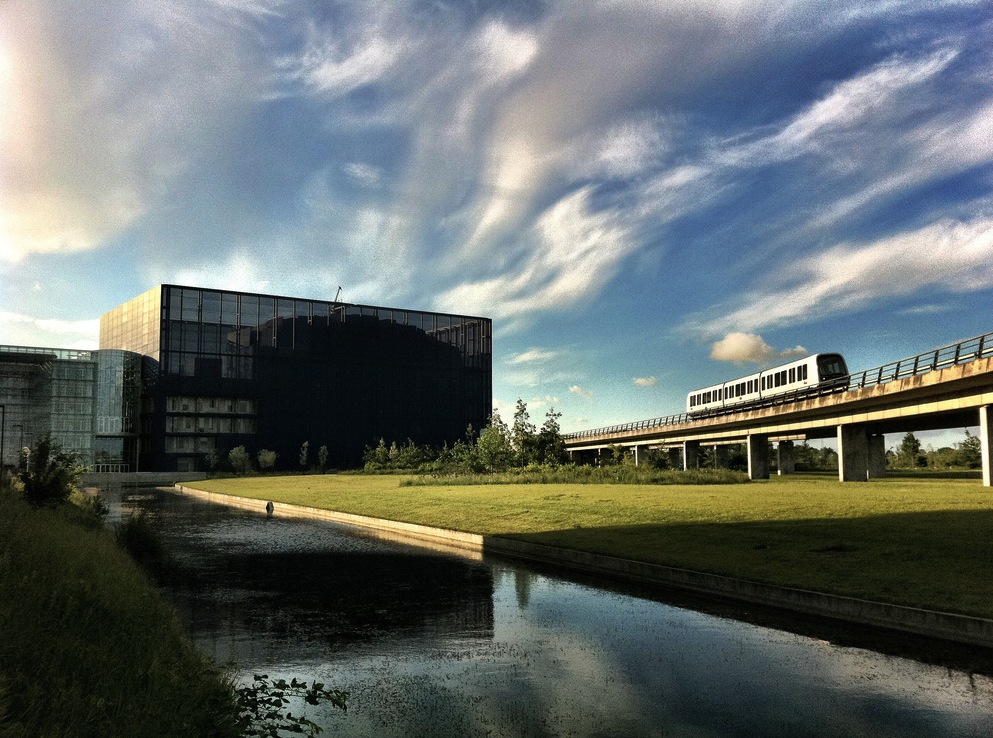
Sede da DR em Copenhague.

Atualmente, a DR é constituída pelos seguintes canais:
| Logótipo | Canal        | Descrição | Fundação                        |
| -------- | ------------ | --- | ------------------------------- |
|          | DR1          | Principal canal, com programação com predominância nas notícias, dramaturgia, filmes, documentários, cultura, entretenimento, programas infantis e desporto. | 2 de outubro de 1951 (73 anos)  |
|          | DR2          | Programação especializada, incluindo principalmente documentários, cultura, filmes, comédia e blocos informativos e programas de atualidade de hora a hora. | 30 de agosto de 1996 (28 anos)  |
|          | DR3          | Canal para jovens adultos, com predominância em séries, desporto, humor, ciência e documentários. | 28 de janeiro de 2013 (12 anos) |
|          | DR K         | Canal erudito, com predominância em séries e filmes dinamarqueses e europeus, como também documentários históricos e culturais, arquitetura, design, moda, literatura, ciência, arqueologia, criação artística, artes visuais , teatro, ópera, música clássica e outras produções musicais, como a transmissão de programas corais. | 1 de novembro de 2009 (15 anos) |
|          | DR Ramasjang | Canal infantil, com programação destinada a crianças com menos de seis anos. | 1 de novembro de 2009 (15 anos) |
|          | DR Ultra     | Canal infantil, com programação destinada a crianças de seis ou mais anos. | 4 de março de 2013 (12 anos)    |

## Canais de rádio
Atualmente, a DR é constituída pelos seguintes canais:
| Logótipo | Estação    | Descrição | Canais                                | Fundação                         |
| -------- | ---------- | --- | ------------------------------------- | -------------------------------- |
|          | DR P1      | Rádio generalista, com programação baseada em conteúdos generalistas, com forte incisão na informação, documetários, política, educação, cultura, ciência, sociedade e entretenimento.                | FM / DAB / Satélite / Streaming / RDS | 1925 (100 anos)                  |
|          | DR P2      | Rádio cultural, com a sua programação baseada em música clássica, jazz, música sinfónica, música de câmara e programas culturais.                                                                     | FM / DAB / Satélite / Streaming       | 1951 (74 anos)                   |
|          | DR P3      | Rádio dedicada ao público jovem e às novas tendências da música, com a sua programação é baseada fortemente em entretenimento, desporto, magazines, talk.shows, jogos, músicas e sínteses noticiosas. | FM / DAB / Satélite / Streaming       | 1 de janeiro de 1963 (62 anos)   |
|          | DR P4      | Rádio alternativa e generalista, com forte programação regional, assegurada pelos 10 centros regionais, como também magazines, programas musicais, entretenimento e informação.                       | FM / DAB / Satélite / Streaming       | abril de 1960 (64 anos)          |
|          | DR P5      | Rádio dedicada à transmissão de músicas da década de 1950 e 1960. | DAB / Satélite / Streaming            | 2 de novembro de 2009 (15 anos)  |
|          | DR P6 Beat | Rádio que se concentra na divulgação de música rock alternativa. | DAB / Satélite / Streaming            | 11 de abril de 2011 (13 anos)    |
|          | DR P7 Mix  | Rádio que se concentra na divulgação de música pop e soft rock. | DAB / Satélite / Streaming            | 6 de junho de 2011 (13 anos)     |
|          | DR P8 Jazz | Rádio que se concentra na divulgação de jazz. | DAB / Satélite / Streaming            | 12 de setembro de 2011 (13 anos) |